# Lichtenstein (Casa nobiliaria alemana)

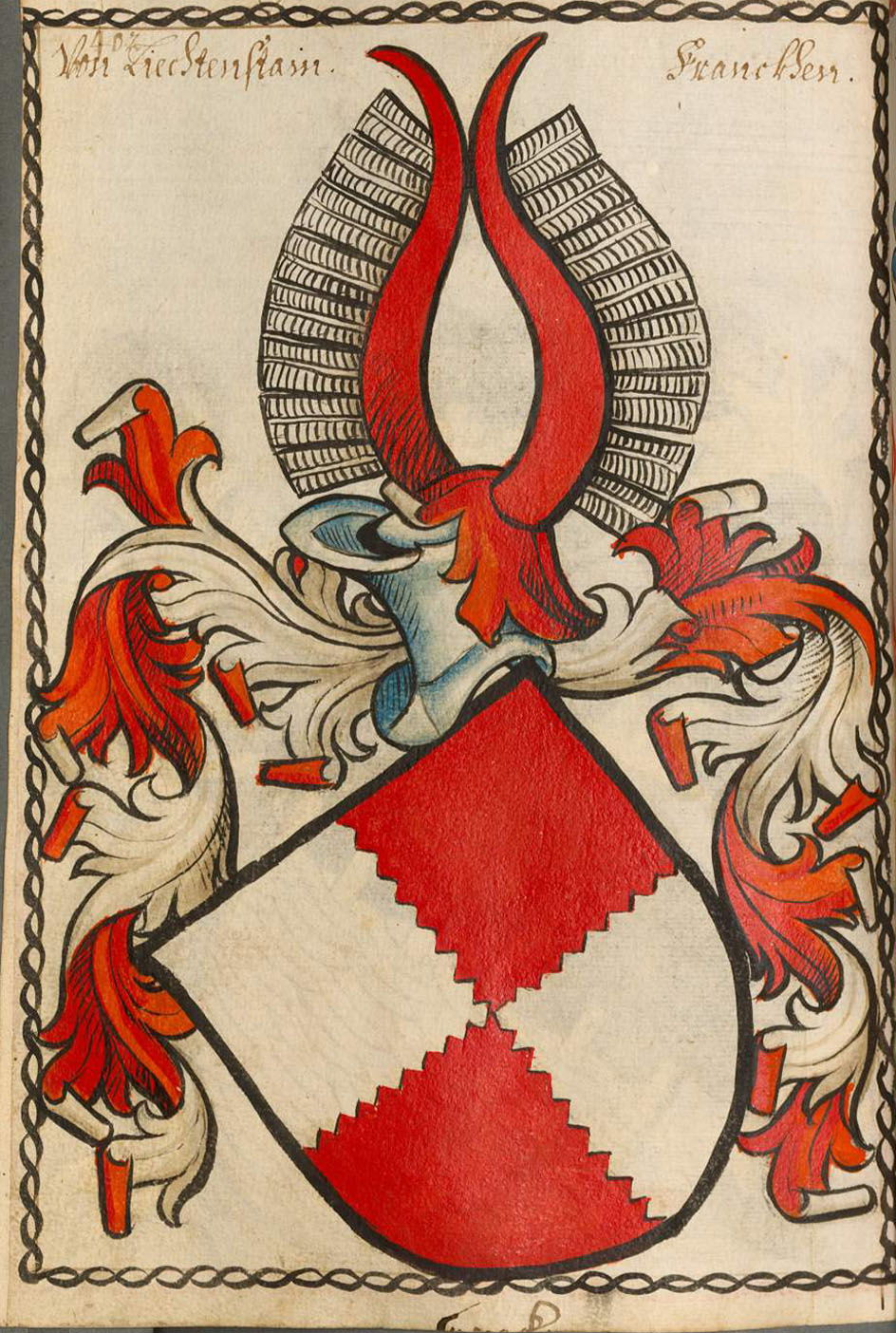
Escudo de armas de Liechtenstein en el libro de armas de Scheibler

Lichtenstein o Liechtenstein (también: Stein von Lichtenstein) era el nombre de una familia noble de Franconia con sede en el cantón caballeresco de Baunach. La sede ancestral de la dinastía, el castillo de Lichtenstein, se encuentra entre Ebern y Maroldsweisach, en una cresta de las montañas de Haßberge. El linaje masculino de la dinastía se extinguió hacia 1850.

## Historia

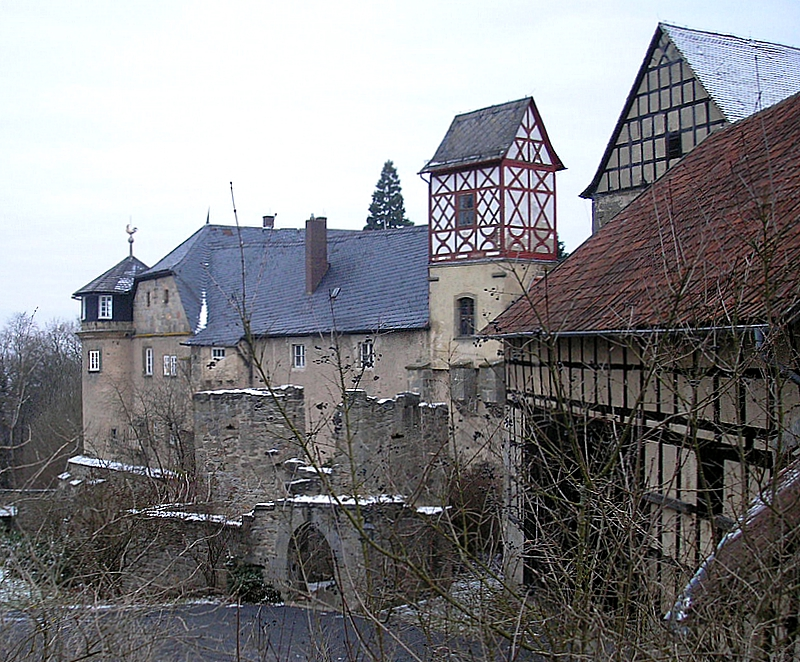
Castillo de Lichtenstein (Baja Franconia)

Los Stein von Lichtenstein eran probablemente descendientes de los Edelfreien von Stein (nobles de Stein), cuya sede original puede haber sido el castillo de Teufelsstein, por debajo del castillo de Lichtenstein, del que sólo quedan restos. Alrededor del año 1200, es posible que se hayan dividido en las líneas del castillo de Lichtenstein (la familia tratada aquí) y del castillo de Altenstein.
El castillo de Lichtenstein se menciona por primera vez en un documento de 1232, junto con el vecino castillo de Altenstein. La familia que reside en Lichtenstein aparece por primera vez en un documento del 21 de marzo de 1336 como "Apel von Lichtenstein". Los Lichtenstein eran vasallos de la diócesis de Würzburg y a menudo aparecían como burgomaestres y funcionarios en los castillos diocesanos, como el castillo de Geiersberg, al sureste Seßlach. En el siglo XIII, el principado episcopal de Bamberg logró someter bajo su control brevemente el castillo de la familia Lichtenstein e intentó, sin éxito, integrar a la familia en su vasallaje, cuando en 1257, Tayno von Lichtenstein tuvo que someterse junto con el castillo familiar. El obispo Adalberto pagó 100 Heller al señor del castillo y prometiéndole otras 100 si mantenía el castillo abierto para él.
El castillo de Lichtenstein, como gran Ganerbenburg (castillo poseído por coherederos) que era, fue dividido en cuatro castillos parciales, de los cuales sólo el castillo sur continua habitado en la actualidad. Los demás están en ruinas o han desaparecido.
Las numerosas líneas colaterales de los Señores de Lichtenstein se superponen en parte. El genealogista Johann Gottfried Biedermann (1705-1766) realizó el árbol genealógico.
Los Señores de Lichtenstein se extinguieron en la línea masculina hacia 1850. Según Isolde Maierhöfer (Historischer Atlas von Bayern, Heft Ebern), un tal Robert von Lichtenstein, fallecido en 1850 en Freising, fue el último de su familia. Sin embargo, se considera que la misma ya se había extinguido con Karl August von Lichtenstein zu Lahm en 1845.

## Propiedades
Además del castillo de Lichtenstein, la familia poseía fincas o castillos en:

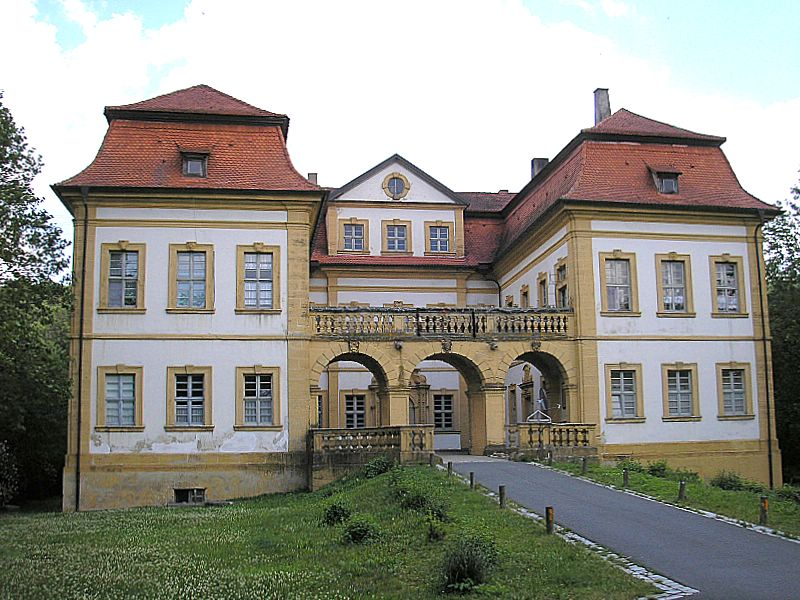
Castillo de Heilgersdorf

- Billmuthausen (aprox. desde 1370 hasta??)
- Bischwind (desde 1268, ciudad vecina de Lichtenstein)
- Buttenheim, castillo inferior (hasta 1438)
- Daschendorf cerca de Baunach
- Castillo de foso de Gemünda (después de 1400 hasta su abandono a finales del siglo XVIII)
- Gereuth (desde 1317)
- Heilgersdorf (desde el siglo 14 hasta finales del siglo XVIII)
- Heiligendorf[1]
- Heinersdorf (1412 hasta finales del siglo XVIII)
- Hohenstein (siglos XV y XVI)
- Lahm (1333-1819)
- Memmelsdorf
- Reckendorf
- Schottenstein (desde el siglo XVI)
- Castillo de Geiersberg (1316-1831)
- Wiesen (Seßlach) (alrededor de 1400 hasta 1818)
- Wüstenwelsberg (desde 1322/33)

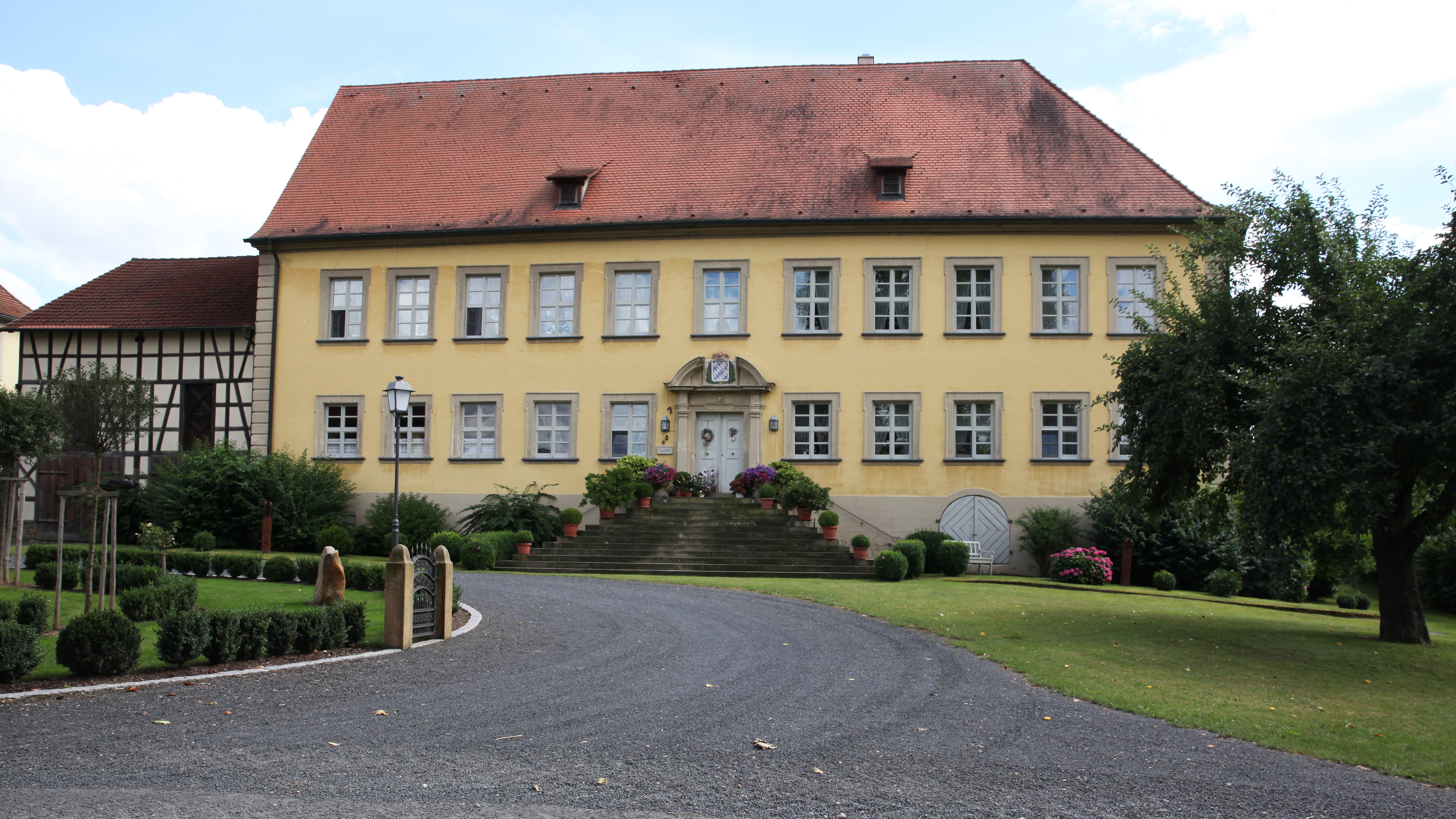
Castillo de Lahm
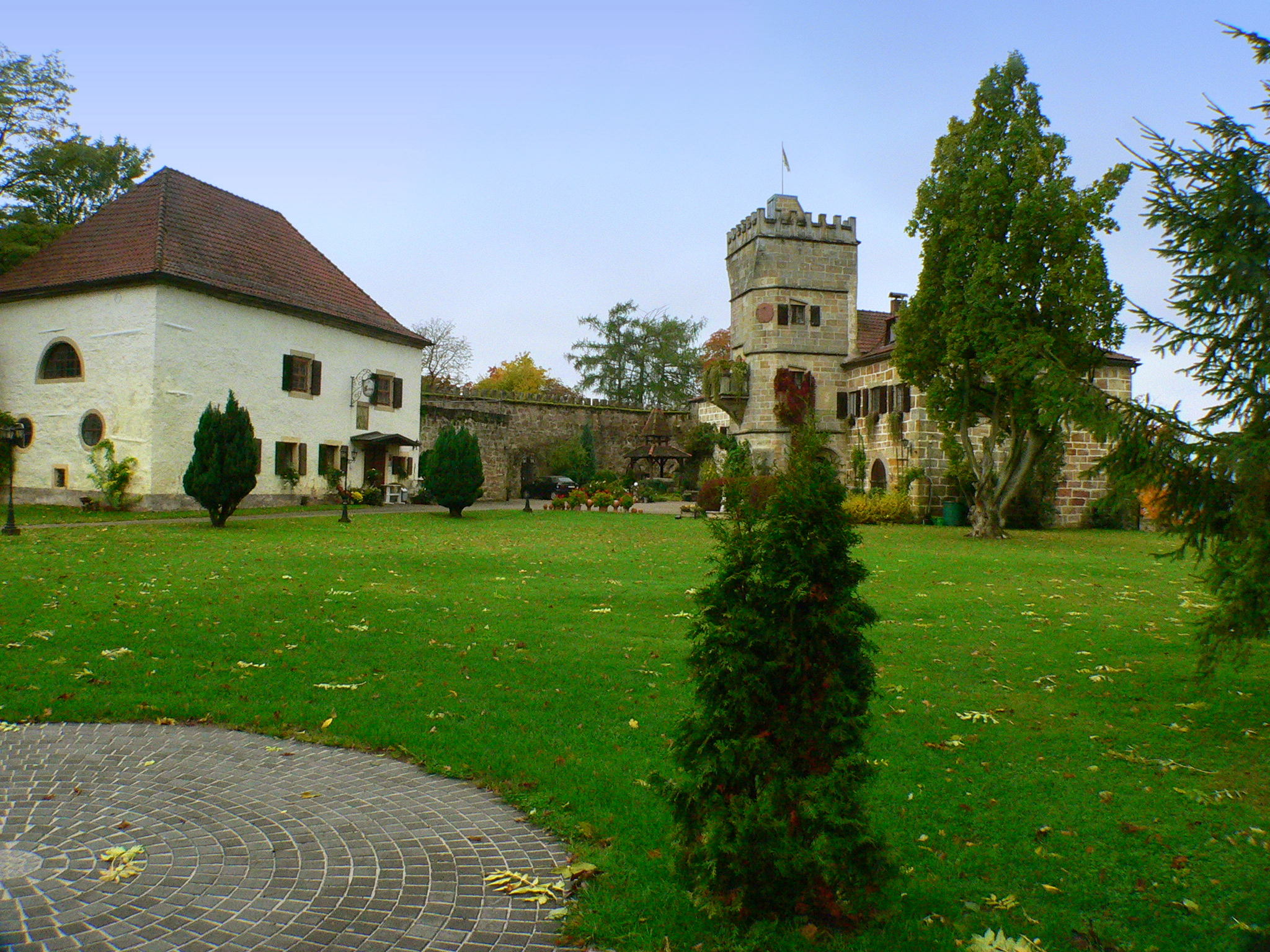
Castillo de Geiersberg, Seßlach
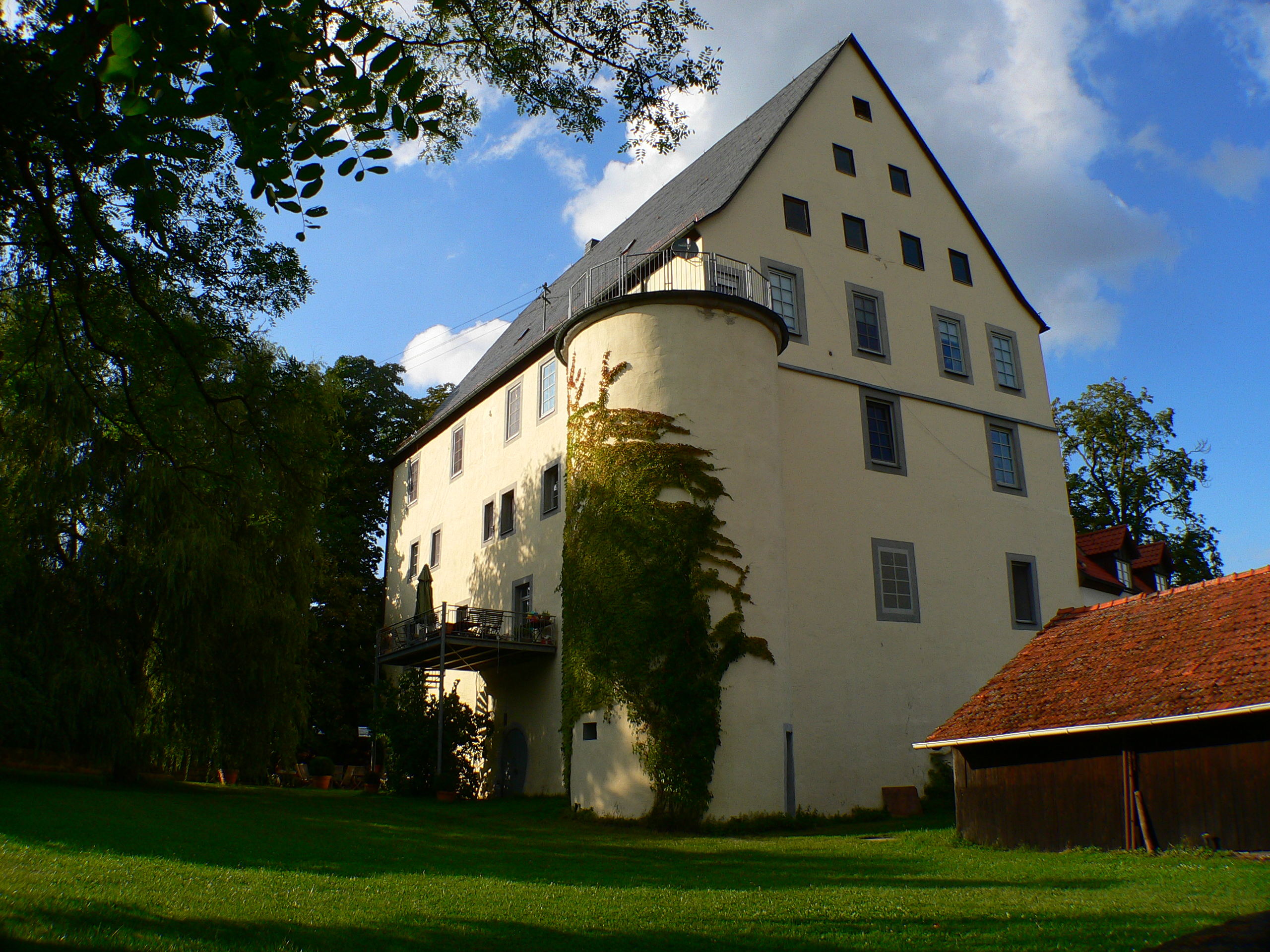
Castillo de Wiesen (Seßlach)

La familia se organizó en los cantones caballerescos de Baunach y Odenwald.